# 高取村 (岡山県)
高取村（たかとりそん）は、岡山県勝田郡にあった村。
現在の勝田郡勝央町黒坂、太平台（一部）、為本、福吉および津山市池ヶ原、堂尾に当たる。

## 沿革
- 1889年6月1日 - 町村制施行に伴い、勝南郡池ヶ原村、黒坂村、為本村、堂尾村、福吉村が合併し、高取村となる。大字黒坂に役場を置く。
- 1900年4月1日 - 勝南郡が勝北郡と合併し、勝田郡となる。
- 1954年3月31日 - 勝田郡勝間田町、植月村、古吉野村及び吉野村の内、大字豊久田の杉原地区以外と合併、勝央町となる。
- 1955年6月1日 - 旧高取村の内、大字池ヶ原、大字堂尾を津山市へ編入。

## 地名の読み方
- 池ヶ原（いけがはら）
- 黒坂（くろさか）
- 太平台（たいへいだい）
- 為本（ためもと）
- 堂尾（どうのお）
- 福吉（ふくよし）

## 現在の様子

### 郵便番号
- 708-0852 津山市池ヶ原
- 708-0853 津山市堂尾
- 709-4321 勝田郡勝央町太平台
- 709-4322 勝田郡勝央町福吉
- 709-4323 勝田郡勝央町黒坂
- 709-4324 勝田郡勝央町為本

### 教育

#### 保育園
- 勝央町立高取保育所

#### 小学校
- 勝央町立高取小学校（1968年閉校）

### 交通

#### 鉄道
- JR姫新線 ： 西勝間田駅

#### 道路

##### 高速道路
- 中国自動車道 ： 勝央SA（上り）

##### 国道
- 国道179号

##### 県道
- 主要地方道
  - 岡山県道52号勝央仁堀中線
- 一般県道
  - 岡山県道415号工門勝央線

### 河川・山岳

#### 河川
- 肘川

### 寺院・神社

#### 寺院
- 見正寺

#### 神社
- 八幡神社

## その他
勝央町成立後、福吉の一部、旧勝間田町大字勝間田、大字平の各一部、旧植月村大字植月中の一部から太平台が誕生。太平台には勝央中核工業団地が広がる。